# Konanakunte
Konanakunte is een census town in het district Bangalore Urban van de Indiase staat Karnataka. 

## Demografie
Volgens de Indiase volkstelling van 2001 wonen er 13262 mensen in Konanakunte, waarvan 54% mannelijk en 46% vrouwelijk is. De plaats heeft een alfabetiseringsgraad van 77%. 